# Ouratea subcaudata
Ouratea subcaudata är en tvåhjärtbladig växtart som beskrevs av Herman Otto Sleumer. Ouratea subcaudata ingår i släktet Ouratea och familjen Ochnaceae. Inga underarter finns listade i Catalogue of Life.